# Городское поселение посёлок Стекольный
Городско́е поселе́ние «посёлок Стекольный» — упразднённое муниципальное образование в Хасынском районе Магаданской области Российской Федерации.
Административный центр — пгт Стекольный.

## История
Статус и границы городского поселения установлены Законом Магаданской области от 28 декабря 2004 года № 511-ОЗ «О границах и статусе муниципальных образований в Магаданской области».
Законом Магаданской области от 8 апреля 2015 года № 1885-ОЗ, 1 мая 2015 года городские поселения «посёлок Палатка», «посёлок Атка», «посёлок Талая» и «посёлок Стекольный» преобразованы, путём объединения, в муниципальное образование «Хасынский городской округ» с административным центром в посёлке Палатка.

## Население
| 2004  | 2005  | 2006  | 2007  | 2008  | 2009  | 2010  | 2011  | 2012  | 2013  |
| ----- | ----- | ----- | ----- | ----- | ----- | ----- | ----- | ----- | ----- |
| 2270  | ↘2156 | ↘2110 | ↘2079 | ↘2044 | ↘2029 | ↘2023 | ↗2028 | ↘2001 | ↘1985 |
| 2014  | 2015  |       |       |       |       |       |       |       |       |
| ↗2034 | ↘2027 |       |       |       |       |       |       |       |       |

## Состав городского поселения
| № | Населённый пункт | Тип населённого пункта      | Население |
| - | ---------------- | --------------------------- | --------- |
| 1 | Стекольный       | пгт, административный центр | ↘2158     |